# Ranger 4
Ranger 4 est une mission d'exploration spatiale développée par la NASA pour l'étude de la Lune. La sonde lunaire Ranger 4 est lancée le 23 avril 1962 dans le cadre du programme Ranger.
La sonde lunaire Ranger 4 est conçue pour transmettre des images du sol lunaire aux stations terriennes durant une période de 10 minutes de vol avant l'impact sur la Lune, pour poser une capsule sismométrique sur la Lune, pour collecter des données sur le rayonnement gamma en vol, pour étudier la réflectivité radar du sol lunaire et poursuivre les essais du programme Ranger pour le développement de véhicules spatiaux lunaires et interplanétaires. Une panne d'ordinateur à bord entraîne l'échec du déploiement des panneaux solaires et des systèmes de navigation. La sonde lunaire s'écrase sur la face cachée de la Lune sans transmettre aucune donnée.

## Description du véhicule spatial
La sonde lunaire Ranger 4 est la deuxième sonde Ranger de phase 2 (Block II) pratiquement identique à la sonde Ranger 3. Le véhicule a une hauteur de 3,1 m et se compose d'une capsule lunaire recouverte par un impacteur en bois de balsa de 65 cm de diamètre, d'une rétrofusée avec 23 kN de poussée et une plate-forme hexagonale de 1,5 m de diamètre avec placage en or et en chrome. Une grande antenne parabolique à gain élevé est fixée à la base. Deux panneaux solaires (5,2 m d'envergure) sont fixés comme des ailes à la base et déployés en début du vol. La puissance est générée par 8 680 cellules photovoltaïques situées sur les panneaux solaires qui rechargent un accumulateur argent-zinc (AgZn) de 11,5 kg et de 1 000 watts ainsi qu'un accumulateur de réserve. Le contrôle du véhicule spatial est assuré par un ordinateur et un séquenceur à semi-conducteurs et d'un système de commandes envoyées depuis la Terre. Le contrôle d'attitude est assuré par des capteurs solaire et terrestre, des gyroscopes et des jets de tangage et de roulis. Le système de télémesure embarqué sur la sonde lunaire est constitué de deux émetteurs à 960 M Hz, l'un à une puissance de sortie de 3 watts et l'autre de 50 milliwatts, une antenne à gain élevé et une antenne omnidirectionnelle. Le système de contrôle thermique est assuré par de la peinture blanche, un placage en or et en chrome, et de feuilles d'argent plastifiées enveloppant la rétrofusée.

## Description des instruments
L'équipement comprend :
- une caméra de télévision Vidicon, employant un mécanisme de balayage qui produit une image complète en 10 secondes ;
- un spectromètre gamma installé sur une bôme de 1,8 m ;
- un radioaltimètre peut être utilisé pour des études de réflectivité de la surface lunaire mais également conçu pour initier la séparation de la capsule et pour allumer la rétrofusée ;
- un sismomètre pour un atterrissage brutal sur la surface lunaire. Le sismomètre est enfermé dans la capsule lunaire avec un amplificateur, un émetteur de 50 milliwatt, un contrôleur de tension, une antenne type tourniquet et six piles argent-cadmium capables de faire fonctionner l'émetteur de la capsule lunaire durant 30 jours, tous conçus pour atterrir sur la Lune à une vitesse de 130 à 160 km/h.

La sonde embarque les quatre instruments suivants :
Spectromètre à rayonnement gamma, est composé d'un détecteur, d'un analyseur de hauteur d'impulsion à 32 canaux et d'une alimentation haute tension est conçu pour mesurer le rayonnement gamma provenant de la surface de la Lune. Le détecteur contient un cristal d'iodure de césium diamanté biseauté de 7,62 cm entouré d'un interrupteur photosensible par un scintillateur en plastique d'une épaisseur de 0,317 cm. Celui-ci est couplé à un tube photomultiplicateur de 7,62 cm de diamètre. Les impulsions sont transmises à l'analyseur, qui emmagasine de 2 à 16 impulsions dans chaque canal. Le circuit de rejet est conçu pour bloquer l'analyseur lorsque des particules chargées traversent le commutateur photographique. En raison de la défaillance des communications de la sonde lunaire en début du vol, la bôme n'est pas déployé et l'expérience n'envoie aucune donnée.
Radioaltimètre, est inclus pour initier la séparation de la capsule et la mise à feu de la rétrofusée entre 19 et 25 km au-dessus de la surface lunaire et pour mesurer la réflectivité du sol lunaire et d'étudier ses propriétés. L'instrument est un radar à impulsions standard avec une puissance de crête émise par l'émetteur magnétron entre 150 et 400 watts. L'instrument a une fréquence de 9 400 MHz et un taux de répétition d'impulsions de 500 à 600 impulsions par seconde. La largeur de bande du récepteur superhétérodyne est de 12 à 16 MHz et son facteur de bruit est de 11 à 12 dB. L'ouverture du faisceau de l'antenne est de 4,5°. L'altimètre est conçu pour débuter des mesures sur commande de la Terre entre 198 et 55 km de la Lune (nominalement 137 km). La durée prévue de la mesure est entre 9 secondes et 2 minutes. En raison de la défaillance des communications de la sonde lunaire en début du vol, l'expérience n'envoie aucune donnée.
Sismomètre magnétique, est prévu pour un atterrissage assez rude sur la surface lunaire. Le sismomètre est enfermé dans la capsule lunaire de 42,6 kg qui doit se séparer de la sonde Ranger 4 à 21,4 km de la surface de la Lune, avec un amplificateur, un émetteur de 50 mW, un contrôleur de tension, une antenne omnidirectionnelle et six piles argent-cadmium capables de faire fonctionner l'émetteur de la capsule lunaire durant 30 jours, tous conçus pour atterrir sur la Lune entre 130 et 160 km/h.
Il est conçu pour déterminer la présence ou l'absence de sismicité lunaire et d'une croûte lunaire, de couches de lave ou de couches de poussière. L'instrument est destiné à collecter des données sur les propriétés mécaniques des matériaux lunaires et à obtenir des informations préliminaires sur la nature du noyau lunaire et sur la profondeur et la concentration des tremblements de Lune. L'instrument de 3,36 kg comprend une bobine, un aimant suspendu par ressort et un dispositif d'étalonnage interne. La masse sismique de 1,70 kg est constituée d'un aimant permanent suspendu au corps de l'instrument. Il est suspendu de manière à maintenir la concentration de la masse sismique à l'intérieur du corps de l'instrument et à permettre au sismomètre de fonctionner à n'importe quelle inclinaison de son axe longitudinal de 0° à 90°. Pour amortir le mouvement rapide de la masse sismique lors de l'impact lunaire, l'instrument est rempli sous vide avec un fluide protecteur, du fréon. Lors de l'impact, l'ensemble de survie doit flotter en position verticale. Le liquide de mise en cage sismique s'échappe alors et un pressostat déclenche l'expérience. L'étalonnage des instruments avant le lancement est effectué en laboratoire et l'étalonnage doit se poursuivre tout au long du vol. En raison de la défaillance des communications de la sonde lunaire en début du vol, l'expérience n'envoie aucune donnée.
Caméra de télévision Vidicon, est conçue pour transmettre des images en gros plan de la surface lunaire de 4 000 à 24 km au-dessus de la surface lunaire. Le système contient une déviation entièrement électrostatique et concentre le Vidicon qui combine une cible avec une capacité d'effacement rapide. Le temps d'exposition de 20 millisecondes sur la surface du photoconducteur est conçu pour empêcher le flou de l'image optique et pour fournir une fermeture du système optique durant le balayage de 13 secondes et l'opération d'effacement du système électronique Vidicon. L'image en décomposition lente et la numérisation ultérieure produisent une image complète en 10 secondes. Pour obtenir la résolution souhaitée, 200 lignes de balayage sont utilisées par image. La bande passante vidéo de ce système est d'environ 200 cps. Le système optique développé est un télescope de type Cassegrain conventionnel utilisant un miroir parabolique concave primaire et un miroir hyperbolique convexe secondaire situé au centre pour réfléchir l'image lunaire sur la surface de l'image photoconductrice. L'expérience échoue en raison de problèmes de communication avec la sonde lunaire peu après le lancement (de 460 secondes à 25 minutes).

## Déroulement de la mission
Le plan de mission est le suivant : lancement de la sonde spatiale Ranger 4 vers la Lune par le lanceur Atlas-Agena B # 3, depuis l'aire de lancement LC-12 de la Base de lancement de Cap Canaveral, correction de trajectoire Terre-Lune et impact sur le sol lunaire. À une altitude appropriée, la capsule doit se séparer et les rétrofusées s'allumer pour amortir l'atterrissage.
En raison d'une défaillance apparente d'une minuterie dans l'ordinateur central et du séquenceur de la sonde lunaire après le lancement, les signaux de commande pour l'extension des panneaux solaires et le fonctionnement du système d'acquisition solaire et terrestre ne sont jamais donnés. L'instrumentation cesse de fonctionner après environ 10 heures de vol. La sonde lunaire Ranger 4 est suivie grâce au petit émetteur alimenté par la pile située dans la capsule d'atterrissage lunaire, qui continue à envoyer son signal de 50 milliwatts.
La sonde lunaire Ranger 4 s'écrase sur la face cachée de la Lune (15,5° S et 229,3° E) à 9 600 km/h à 12 h 49 min 53 s TU le 26 avril 1962 après 64 heures de vol. La sonde Ranger 4 est le premier véhicule spatial américain à atteindre un autre corps céleste, en l'occurrence la Lune. Bien que la sonde lunaire n'atteint pas son objectif, le lanceur Atlas-Agena B est lancé sans incident pour la première fois.